# Jean Christian Zahrt
Ne doit pas être confondu avec Zahrt.
Jean Christian Zahrt (ou Johann Christian Zahrt) est un orfèvre actif à Strasbourg au XVIIIe siècle.

## Biographie
Né à Berlin, il est le fils d'un domestique à la Cour royale de Prusse.
Installé à Strasbourg, Jean Christian Zahrt y est reçu maître-orfèvre en 1755. En 1758, il épouse Marie Salomé, la fille d'un orfèvre strasbourgeois, Jean Jacques Ehrlen, auquel il succède en 1777.
Lorsque lui-même meurt en 1781, sa veuve continue l'atelier et modifie le poinçon, en ajoutant un V après le nom. Elle signe alors « Zartin » sur la plaque.

## Œuvre
Conservée dans une collection particulière, une paire de coquetiers en argent doré de type allemand a été réalisée vers 1760. Ils étaient conçus pour être posés alternativement sur un côté ou l'autre, car on pouvait alors manger un œuf à la coque posé soit verticalement, soit horizontalement.

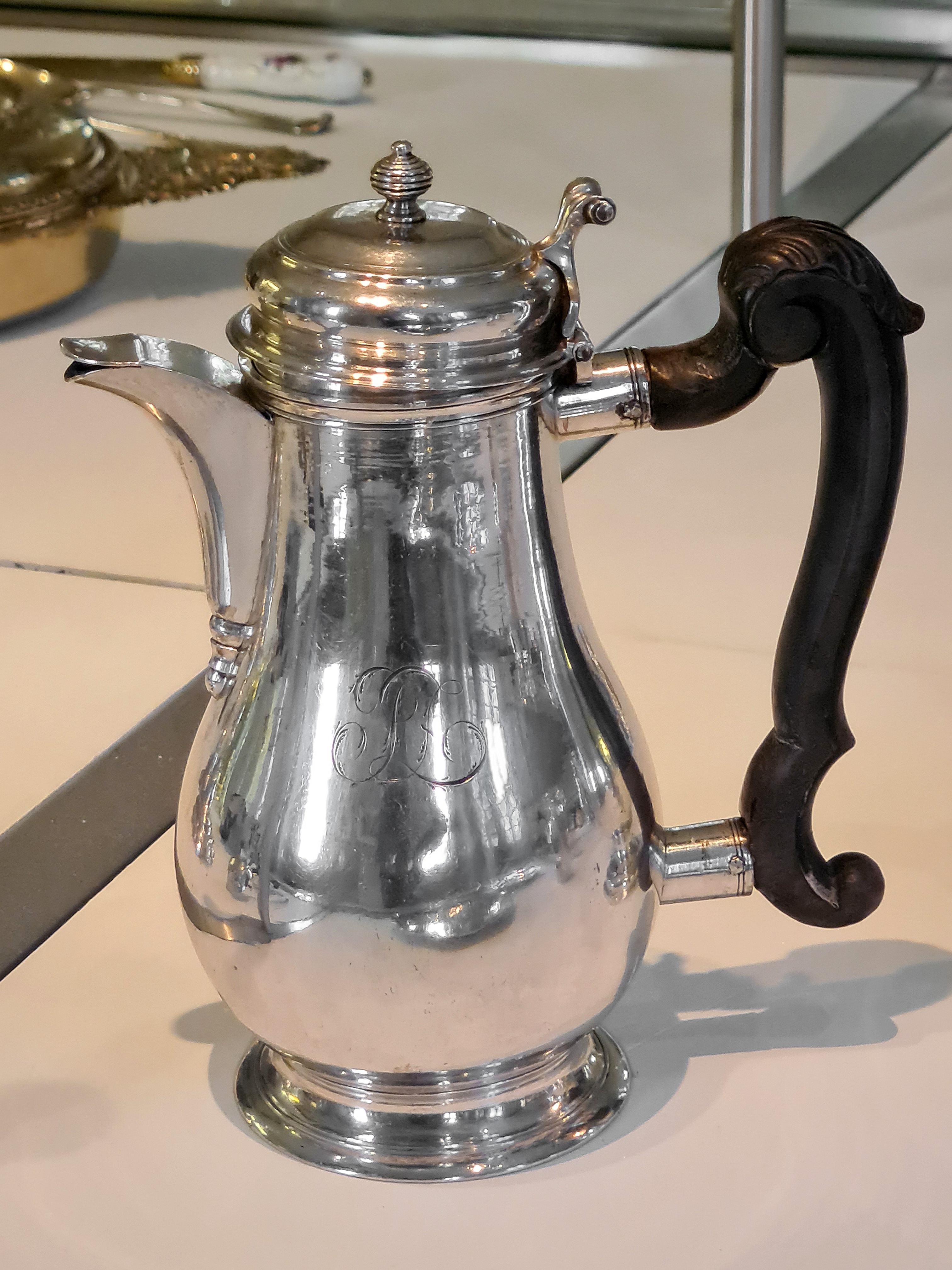
Cafetière (1760).

Le musée des Arts décoratifs de Strasbourg conserve une cafetière piriforme en argent de 1760. Reposant sur un piédouche bas mouluré de filets, le couvercle bombé surmonté d'un bouton de préhension en forme de toupie, elle porte un monogramme « JZ » gravé sur l'une des faces latérales. Il s'agirait du chiffre d'un membre de la famille Zissig, carrossiers strasbourgeois du XVIIIe siècle. La pièce a été présentée dans plusieurs expositions, telles que Chefs-d'œuvre de l'Art alsacien et de l'Art lorrain au pavillon de Marsan, à Paris, en 1948.
En 1964, une autre exposition parisienne, Le Siècle d'Or de l'orfèvrerie de Strasbourg, a montré une aiguière piriforme sur piédouche mouluré, posée sur un bassin ovale, à bord mouluré aux armes des Zorn de Bulach, portant la date d'année « F couronné » (=1781).
On conserve aussi de lui de nombreux couverts de table.
Jean Christian Zahrt réalise en outre des pièces d'orfèvrerie religieuse.
L'église paroissiale Saint-Georges de Barr abrite un calice qui porte le poinçon du maître Zahrt dans un cartouche rectangulaire sous le pied.
Alors que les objets liturgiques juifs de Strasbourg sont extrêmement rares, Jean Christian Zahrt a réalisé en 1769 un chandelier de Hanoucca (Hanoukkia), seul exemplaire connu au poinçon de Strasbourg.